# フレッド・ジャクソン・ジュニア
フレッド・ジャクソン・ジュニア（Fred Jackson, Jr.、1945年? - ）は、アメリカ合衆国のサクソフォーン奏者、フルート奏者。単にフレッド・ジャクソン（Fred Jackson）と呼ばれることもある。
フュージョンの分野で活躍し、主にサイドマンとしてアルト・サクソフォーンとテナー・サクソフォーンを担当して、ボビー・ハッチャーソンやホレス・シルヴァー、ジミー・スミス、ソロモン・バーク、アース・ウィンド&ファイアーらのアルバムの録音に起用された。 
兵役を解かれた後の1967年から1968年まで、レイ・チャールズのもとで演奏した。カリフォルニア芸術大学（California Institute of the Arts）に学んだ後、1971年にボビー・ハッチャーソンのバンドに加わり、アルバム『ヘッド・オン』の録音にも関わった。フランク・ザッパの『グランド・ワズー』の録音にも起用されている。1975年にはホレス・シルヴァーのビッグバンドでも演奏した。その後30年にわたってスタジオ・ミュージシャンとしての職務を優先させ、キャロル・キングやジョン・メイオール、マリア・マルダー、ビル・コスビー、ライ・クーダー、ジョー・サンプル、ウィスパーズ、ソロモン・バーク、ダイアン・シューアらの録音に活躍している。